# コンフォートホテル大阪心斎橋
コンフォートホテル大阪心斎橋（コンフォートホテルおおさかしんさいばし）は、大阪府大阪市中央区東心斎橋に位置するファルコン心斎橋ビルに入居するホテルである。2002年10月オープン。客室数は193室。運営はチョイスホテルズジャパン。

## 概要
所在地は、大阪府大阪市中央区東心斎橋1-15-15。周防町通（通称、ヨーロッパ通り）と笠屋町筋（別名、三休橋筋）の交差点角に位置する。ミナミエリアに属し、宗右衛門町も至近の歓楽街の中心にある。
御堂筋、堺筋などの大通りに面しておらず、また、歓楽街の中心に位置するという性質により、夜間になると当該ホテルを発見するのは困難である。
コンフォートホテルブランドで初の新築物件である。（コンフォートシリーズでは3号店目）
地下1階から2階までは飲食店とコンビニエンスストアのテナントで占められ、ホテル部分は3階から11階までとなる。フロントは3階に位置する。客室鍵は磁気式カードキー。防犯上の理由により、午前2時をもって玄関ドアは施錠されてしまう。以降は、玄関横のインターホンでフロントと対応しなければならない。しかしチェックイン済の場合、カードキーを持って外出でき、玄関横のカード差込口を利用することによって施錠後も出入りは可能である。
2011年7月にホテルの一部をリニューアルし、既存客室のリノベーションや朝食会場が拡充され、新たにひつじルームが設置された。
駐車場
専用駐車場はなく、案内するのは提携駐車場である長堀駐車場と隣接のタワーパーキングである。長堀駐車場からホテルまでは徒歩約10分と存外遠い。

### 客層
平日はビジネスマンが多く出張や研修に利用される。週末は家族連れやカップルが多い。また、チョイスホテルズインターナショナルや日本国外の旅行会社を通じての外国人客も多く、朝食時は国際色豊かになる。

### 同居テナント
2階
- 入居未定　（以前は酉の舞が入居）

1階
- ポプラ（コンビニ）
- すしてつ（すし店）

地下1階
- もつ匠（もつ鍋店）
- 以蟹茂（蟹料理店）
- 魚匠　銀平（居酒屋）

## 客室
部屋タイプは、
- ダブルエコノミー
- ツインエコノミー

のみとなる。ホテル部分は3階から11階で喫煙室フロアは5階と11階のみ。ひつじルームフロアは9階でその他フロアは、禁煙室フロアとなる。ホテル側は慣習上、ダブルエコノミーの1人利用をシングル、2人利用をセミダブルと呼称する。

## ひつじルーム
コンフォートホテルブランドの中で、大阪心斎橋店は快眠を追求した「ひつじルーム」を設置している唯一の店舗である。
快適な睡眠への導入とすっきりした目覚めというコンセプトの元、ベッドの形状が異なっていたり、高照度光照射装置やひやしあめなど様々な装備が設置されている。
以前設置されていた「レディースルーム」はリニューアルを期に廃止された。

## 交通アクセス
- 地下鉄心斎橋駅5・6番出口から徒歩約5分
- 地下鉄長堀橋駅7番出口から徒歩約5分